# Thorsten Quandt
Thorsten Quandt (* 1971) ist ein deutscher Kommunikationswissenschaftler und Onlineforscher. Er ist seit 2012 als Professor am Institut für Kommunikationswissenschaft der Westfälischen Wilhelms-Universität Münster tätig.  Zu seinen Arbeitsschwerpunkten gehören Digitale Spiele, Online-Journalismus und Risiken der Online-Nutzung. Quandt hat mehr als 100 wissenschaftliche Artikel und mehrere Bücher veröffentlicht u. a. Participatory Journalism, welches als zentrale Arbeit für das namensgleiche Konzept gilt, sowie Multiplayer und The Video Game Debate. Quandt erhielt für seine Arbeiten unter anderem den Dissertationspreis der Deutschen Gesellschaft für Publizistik und Kommunikationswissenschaft (DGPuK), mehrere internationale Top Paper Awards, sowie ein ERC (European Research Council) grant. 2009 und 2010 wurde er von der Zeitschrift Capital in die Top 40 der deutschen „Spitzenforscher unter 40“ gewählt. Die International Communication Association (ICA) ernannte ihn 2023 zum ICA Fellow.

## Forschung
Quandts Arbeiten befassen sich u. a. mit den sozialen Aspekten und den Effekten von digitalen Spielen, partizipativem Journalismus sowie Risiken der Online-Kommunikation wie Internet- und Videospielsucht, gewalthaltigen Inhalten und Cybermobbing Allerdings argumentiert der Münsteraner Kommunikationswissenschaftler, dass man sich nicht einseitig auf Problemaspekte konzentrieren soll. Quandt fordert eine ausgeglichene Betrachtung einschließlich positiver Aspekte der Online-Nutzung.
Quandts groß angelegte Repräsentativstudien zum Online-Spielen fanden große Beachtung, da sie erstmals verlässliche Daten zur deutschen Spielerschaft lieferten und eine stereotype Sichtweise des Spielers widerlegten. Zudem belegten seine Arbeiten einen relativ niedrigen Anteil an Nutzern mit exzessiv-pathologischer Nutzung. Auch die Arbeiten Quandts zum Sexismus unter Spielern fanden weithin Beachtung, da sie keine nennenswerten Unterschiede zwischen Spielern und Nicht-Spielern offenbarten. Quandt wies aber darauf hin, dass dies nicht notwendigerweise auf fehlende sexistische Einstellungen hinweist, sondern vor allem durch die Annäherung der Spielerschaft an den gesellschaftlichen Mainstream bedingt sei.

## Ausgewählte Buchpublikationen
- mit R. Kowert (Hrsg.): The video game debate. Unravelling the physical, social, and psychological effects of digital games. Routledge, New York/ London 2015.
- mit J. Singer, A. Hermida, D. Domingo, A. Heinonen, S. Paulussen, Z. Reich und M. Vujnovic: Participatory journalism: Guarding open gates at online newspapers. Wiley-Blackwell, Malden, Oxford, Chichester 2011.
- mit S. Kröger (Hrsg.): Multiplayer. The social aspects of digital gaming. Routledge, London 2014.
- Journalisten im Netz. Eine Untersuchung journalistischen Handelns in Online-Redaktionen. Verlag für Sozialwissenschaften, Wiesbaden 2005, ISBN 3-531-14210-0. (zugleich Dissertation, Technische Universität Ilmenau, Ilmenau 2003)

## Ausgewählte Journal-Publikationen
- mit D. Domingo, A. Heinonen, S. Paulussen, J. Singer und M. Vujnovic: Participatory journalism practices in the media and beyond: an international comparative study of initiatives in online newspapers. In: Journalism Practice. 2(3), 2008, S. 326–342.
- mit R. Festl: Social relations and cyberbullying: The influence of individual and structural attributes on victimization and perpetration via the Internet. In: Human Communication Research. 2013.
- mit M. Scharkow und R. Festl: Longitudinal patterns of problematic computer game use among adolescents and adults – a 2-year panel study. In: Addiction. 109(11), 2014, S. 1910–1917. doi:10.1111/add.12662
- (No) News on the World Wide Web? A comparative content analysis of online news in Europe and the United States. In: Journalism Studies. 9(5), 2008, S. 717–738.
- What’s left of trust in a network society? An evolutionary model and critical discussion of trust and societal communication. In: The European Journal of Communication. 27(1), 2012, S. 7–21.
- mit M. Löffelholz, D. Weaver, T. Hanitzsch und K.-D. Altmeppen: American and German online journalists at the beginning of the 21st century. A bi-national survey. In: Journalism Studies. 7(2), 2006, S. 171–186.
- mit Jan van Looy, J. Vogelgesang, M. Consalvo, M. Elson, J. Ivory und F. Mäyrä: Digital games research: A survey study on an emerging field and its prevalent debates. In: Journal of Communication. 12/2015.